# Fredrik Ekblom
Fredrik Ekblom (né le 6 octobre 1970 à Kumla) est un pilote automobile suédois.

## Biographie
Il a participé à 13 courses de l'Indy Lights, finissant, au général, 11e en 1992 et 7e en 1993. Il a ensuite effectué trois course en CART, pour trois équipes différentes, et s'est engagé aux 500 miles d'Indianapolis en 1994 et 1995, mais il n'a jamais pu participer à la course. En effet, il échoue aux qualifications, en 1994, et n'a pas parcouru un seul tour de l'ovale en 1995. En 1997 et 1998, il a couru aux 24 Heures du Mans pour Courage Compétition (16e en 1997 et 36e, synonyme d'abandon en 1998) et en 1999 pour NISMO (8e). 
Autour de cette période, il a débuté dans les voitures de tourisme avec le championnat de Suède de voiture de tourisme (STCC), où il a été champion de la série en 1998, dans une BMW, en 2003, sur Audi et en 2007, une nouvelle fois sur une BMW. Il a, également, participé à ce qui s'appelait anciennement l'ETCC (European Touring Car Championship). Pilote de l'écurie Racing Bart Mampey, il termine le championnat à une honorable 6e place. En 2007, il est invité, par BMW, à courir les 3 dernières manches en Suède, en Italie et à Macao, aux côtés d'Andy Priaulx. Il ne marquera qu'un seul petit point lors de la dernière course du championnat, qui se déroulait dans le fameux circuit du Guia Race, à Macao.

## Carrière
- 1992-1993 : Indy Lights (11e en 1992 et 7e en 1993)
- 1993-1995 : CART (3 courses - 0 point)
- 1994-1995 : Indianapolis 500 (Non-partant)
- 1997-1999 : 24 Heures du Mans
- 1998- : SLCC (Champion en 1998, 2003 et 2007)
- 2002 : ETCC (6e)
- 2007 : WTCC (20e)